# فريدريش فيلهلم لودفيغ
فريدريش فيلهلم لودفيغ (بالألمانية: Friedrich Wilhelm Suckow)‏ (و. 1770 – 1838 م) هو عالم نبات، وعالم حشرات، وعالم حيواني، وعالم طبيعي من ألمانيا . ولد في هايدلبرغ .
توفي في مانهايم .